# Медвенка (городской округ город Тула)
Медвенка — деревня в Тульской области России. 
В рамках организации местного самоуправления входит в городской округ город Тула, в рамках административно-территориального устройства — в Медвенский сельский округ Ленинского района Тульской области.

## География
Расположена в 8 км к северо-востоку от областного центра, города Тула (по прямой от Тульского кремля).
На западе примыкает к посёлку Молодёжный — центру Медвенского сельского округа.

## История
До 1990-х гг. деревня входила в Медвенский сельсовет. В 1997 году стала частью Медвенского сельского округа Ленинского района Тульской области. 
В рамках организации местного самоуправления с 2006 до 2014 гг. включалась в Медвенское сельское поселение Ленинского района, с 2015 года входит в Пролетарский территориальный округ в составе городского округа город Тула.

## Население
| 2002 | 2010 |
| ---- | ---- |
| 163  | ↗177 |